# Michael Hess (Pädagoge)
Michael Hess (auch Michael Heß, * 9. April 1782 in Stadtlengsfeld; † 26. Februar 1860 in Frankfurt am Main) war ein Pädagoge und Direktor des Philanthropin in Frankfurt am Main.

## Leben
Michael Isaac Hess wurde 1782 in Stadtlengsfeld im Großherzogtum Sachsen-Weimar-Eisenach als Sohn des Rabbiners Isaac Hess Kugelmann (1762–1827) geboren. Die Stadt war im 18. und frühen 19. Jahrhundert Mittelpunkt des jüdischen Lebens in der vorderen Rhön und umfasste ca. 800 jüdische Bürger. Hess’ jüngerer Bruder Mendel (1807–1871) wurde später Oberrabbiner von Sachsen-Weimar.
Hess wurde früh Schüler der berühmten Talmud-Schule in Fürth. Er wurde von den Werken von Moses Mendelssohn stark beeinflusst und studierte vor allem pädagogische Schriften. Ab 1804 war er als Privatlehrer von Jakob Rothschild in Frankfurt am Main tätig.
Bereits zwei Jahre später wurde er von Siegmund Geisenheimer zum Hauptlehrer und 1807 zum Direktor des Philanthropin berufen. Hess wirkte bis zu seinem Eintritt in den Ruhestand 1855 über 50 Jahre in der jüdischen Gemeinde der Freien Stadt Frankfurt und verfasste u. a. zwei Pamphlete, die sich mit aktuellen Fragen der jüdischen Emanzipation befassten. Er war ein engagierter Vertreter des Liberalen Judentums und setzte sich für die bürgerliche Gleichstellung der Juden ein. Innerhalb der Gemeinde opponierte er gegen die Gründung einer orthodoxen Schule. Er gründete am Philanthropin eine Mädchenschule und führte zahlreiche am protestantischen Gottesdienst orientierte Neuerungen in die Andachtstunden der Schule ein, die später auch den Gottesdienst der jüdischen Gemeinde beeinflussten. Dazu gehörte der Gebrauch der deutschen anstelle der hebräischen Sprache in Predigt und Gebet, das Orgelspiel und der Gemeindegesang.

## Werke (Auswahl)
- 1816: Freimüthige Prüfung der Schrift des Professor Rühs, Frankfurt am Main. (Digitalisat der Freimann-Sammlung der Universitätsbibliothek Frankfurt am Main)
- 1831: Vorläufige Bemerkungen zu der von Dr. H. E. G. Paulus erschienenen Schrift unter dem Titel: Die jüdische Nationalabsonderung nach Ursprung, Folgen und Verbesserungsmitteln (zusammen mit Michael Creizenach), Frankfurt am Main. (Digitalisat der Freimann-Sammlung der Universitätsbibliothek Frankfurt am Main)
- 1838: Die Bürger- und Realschule der Israelitischen Gemeinde, ihre Entstehung, Fortbildung und gegenwärtige Gestalt. Johann David Sauerländer, Frankfurt am Main 1838 (Volltext in der Google-Buchsuche).